# Гигантски сом пангасианодон
Гигантският сом пангасианодон (Pangasianodon gigas) е вид лъчеперка от семейство Pangasiidae. Видът е критично застрашен от изчезване.

## Разпространение
Разпространен е във Виетнам, Камбоджа, Лаос и Тайланд.